# Andó Sunszuke
Andó Sunszuke (Tokió, 1990. augusztus 10. –) japán korosztályos válogatott labdarúgó.

## Pályafutása

### Válogatottban
A japán U23-as válogatott tagjaként részt vett a 2012. évi nyári olimpiai játékokon.